# Micrurus spixii
Micrurus spixii (амазонський кораловий аспід) — вид отруйних змій родини аспідових (Elapidae). Мешкає в Південній Америці. Вид названий на честь німецького натураліста Йоганна Баптиста фон Спікса.

## Поширення і екологія
Амазонські коралові аспіди мешкають на півночі і заході Бразилії, на півдні Венесуели, на сході Колумбії і Еквадору та на півночі Болівії. Вони живуть у вологих тропічних лісах Амазонії, а також в саванах і галерейних лісах в Болівії і Бразилії та в льяносі на сході Колумбії. Зустрічаються на висоті до 800 м над рівнем моря. Живляться зміями. амфісбенами і ящірками.